# 圖里亞鄉 (科瓦斯納縣)

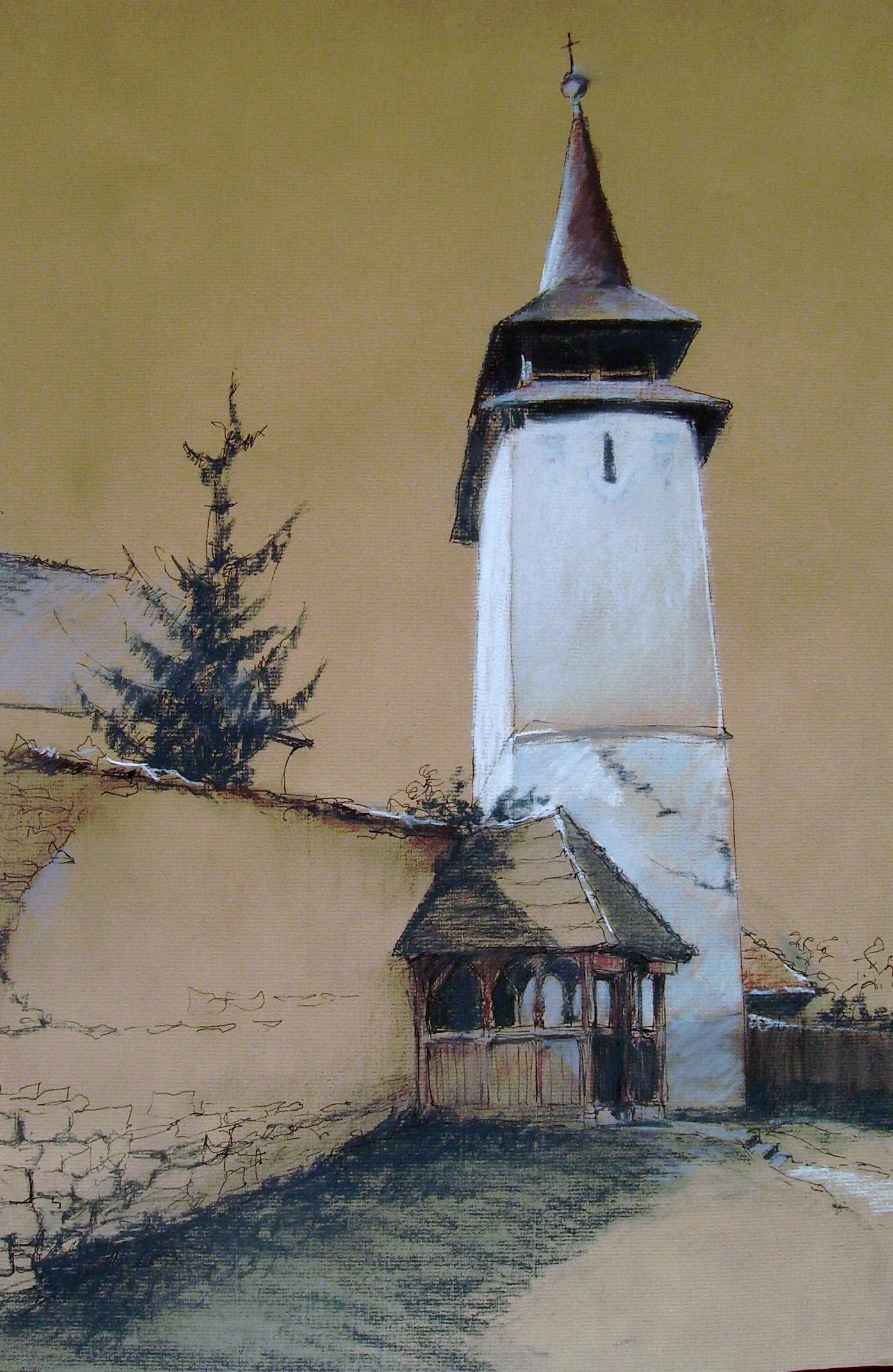

46°2′0″N 26°3′0″E / 46.03333°N 26.05000°E
圖里亞鄉（羅馬尼亞語：Comuna Turia, Covasna），是羅馬尼亞的鄉份，位於該國中部，由科瓦斯納縣負責管轄，面積145平方公里，海拔高度599米，2007年人口3,799，人口密度每平方公里26人。